# Celsius
 Ikke at forveksle med Celsius (månekrater).
Celsius-skalaen er en temperaturskala, der populært sagt har 0 grader ved rent vands frysepunkt og 100 grader ved rent vands kogepunkt, begge ved 1 atmosfæres tryk. Temperatur i Celsius-skalaen angives med enheden °C.
I 1742 beskrev den svenske fysiker Anders Celsius en skala, hvor vand kogte ved 0 grader og frøs ved 100 grader, altså modsat den skala, der benyttes i dag. Skalaen blev i 1747 vendt om af den svenske fysiker Martin Strömer.
Siden 1954 har 1 grads temperaturforskel i Celsius-skalaen været defineret som 1 kelvin (K), nemlig 1/273,16 af den absolutte temperatur af vands trippelpunkt, og 0 °C defineret som 273,15 K.
Efter de nyeste målinger ligger vands frysepunkt ved 1 atmosfære stadig meget tæt på 0 °C, men kogepunktet er ved samme tryk kun 99,984 °C.[kilde mangler]
Andre skalaer for angivelse af temperatur er:
- Fahrenheit (°F)
- Kelvin (K) – SI-enhed
- Rankine (°Rk)
- Réaumur (°R)
- Rømer (°Rø)

Celsius-skalaen er langt den mest anvendte temperaturskala i verden; den benyttes af 96 % af verdens befolkning. Dens eneste aktuelle rival er Fahrenheit-skalaen, som næsten kun anvendes i USA.
Der kan omregnes mellem Celsius og Fahrenheit efter følgende formler:
{\displaystyle F=C\cdot {9 \over 5}+32}
{\displaystyle C=(F-32)\cdot {5 \over 9}}
Ud fra dette kan man beregne, at en temperatur på 20 °C svarer til 68 °F, samt at skalaerne krydser hinanden ved "-40 grader", således at -40 °C = -40 °F.
Kelvin-skalaen svarer til Celsius-skalaen med den eneste forskel, at kelvinskalaens nulpunkt (0 K) er fastsat til at være det absolutte nulpunkt svarende til -273,15 °C.